# 達悟族傳統落成儀式
「新屋落成」以及「新船下水」是臺灣原住民達悟族傳統生活最重要的落成，蓋屋以及造舟是關乎傳統達悟男人社會地位的兩件事，落成儀式是達悟男人展示自身能力以及財富的機會，尤以建造四道門地下屋（達悟語：apat so sesdepan）以及五對槳（又作十人大船，達悟語：alima so avat），更是作為達悟男人所追求的人生成就之一。

## 新屋落成儀式
達悟傳統住宅主要分為三部分，主屋（常作地下屋，達悟語：vahey）、高屋（達悟語：makarang）以及涼亭（達悟語：tagakal），主屋按門數目的多寡有二到四道門之分，不同門的家屋代表著家屋主人社會地位的高低，三道門以上的主屋或是高屋落成以後，才能舉行落成儀式，儀式有三項必備條件：房子、芋頭、豬。另外，傳統上會按達悟傳統曆法擇良辰吉日舉行儀式。
綜合數位學者的看法，席萳•嘉斐弄在其論文中歸納出新屋落成儀式分做準備期和高峰期兩個部分，準備期主要過程為：家族會議、採取芋頭、邀請客人、堆放芋頭，此四階段；儀式高峰則是以：mey nikanikat（外村客人進新屋時，屋主迎賓的接鼻禮、迎賓歌以及之後的吟唱）、主客徹夜吟唱祝禱、堆禮芋、分送禮芋禮肉，此四部分做為儀式最高峰，亦是外人最為熟知的部分。
參與儀式的人皆穿著傳統最盛裝出席，男子會手提銀帽以及禮刀出席，儀式於下午開始，進屋時間由屋主決定，客人按長幼進屋，男女屋主則會於一同至屋前迎賓，和客人見面時，雙方微揭開銀帽，彼此觸碰鼻子後即可進屋，此為接鼻禮。第一個客人入場後，女屋主即可離去。
迎賓吟唱時，男屋主會先吟唱迎賓歌，之後外村客人將會依照長幼依序吟唱，唱完者可將銀帽拿下，待到全體客人唱完以後，迎賓吟唱便可結束，此時，客人們會出來觀看屋主有多少芋頭、多少豬，主人會開始宴客，本村親友也會邀請外村親友到家中作客，餐後進行徹夜吟唱。
入夜前的吟唱由外村客人吟唱，主人亦會以吟唱來一一回應，本村人只聽不唱，內容主要圍繞著讚美、祝福以及致歉，年輕人則會在屋外偷聽、學習，日後新屋落成時便可以吟唱。入夜後屋主會提供消夜稍做休息，之後的吟唱則自由發揮，不限主題，屋主亦不必一一回應。天微亮時，徹夜吟唱便宣告結束。
接著便是堆禮芋以及分送禮芋禮肉，吟唱結束後，部落年輕人會幫忙將芋頭在空曠處堆成堆，屋主親人會將用來計算客人數量的石子一顆顆丟在芋頭堆上用以計算，分好以後，由外村客人先取，本村親友會陸續來領取。早期交通不方便，主家會準備三根帶梗的芋頭，方便外村客人帶回家。分完芋頭後開始殺豬、解剖、分肉，肉分做生吃的禮肉（達悟語：aksemen）以及禮肉（達悟語：tekeh）兩種，會用姑婆芋的葉子（達悟語：raon）包裝，外村客人待肉分好後便會回家。
禮肉定有七個部位：腸（達悟語：cinai）、胃（達悟語：vitoka）、肺（達悟語：apow）、一條肥肉片（達悟語：taroy）、肉片（達悟語：adpeh）、肚身肉（達悟語：yatas）、豬血（達悟語：rala），肚身肉是生的，其餘為熟的，分肉的同時，亦要分一份用以祭拜祖靈。

## 大船落成儀式
拼板舟只要有雕刻花紋，就必須進行落成儀式，尤以五對槳大船的下水儀式更是隆重，可分做落成儀式以及下水儀式，前者與新屋落成儀式大同小異，後者則有家人以及漁團組織（成員通常是親戚、姻親等）的成員參與，其接著盛裝、配戴黃金、銀帽、銀手環，手持禮刀上船，船主則會帶一隻活雞作為獻給大船的禮物，接著吟唱禮歌，吟唱結束後，成員會將禮服及飾品卸下交與妻子，便開始進行拋船儀式，船員們會指揮四周各年齡的男子輪流進到床旁邊，合力將大船抬起拋動。其餘男子會進行蠻阿威（達悟語：manhawey）吶喊助陣，船主則在被眾人舉起的船上，手持禮刀來回走動，驅趕惡靈（達悟語：anito），直到海邊，船員們將槳、舵綁牢架好以後舉行試航。

## 著名的新屋落成儀式
紅頭天主堂落成（於西元1967年，瑞士的紀守常神父主辦）
蘭嶼高中專科教室落成（於西元2018年，漢人的楊瑞良校長主辦）